# Distrito Histórico de East Ferry Avenue
El Distrito Histórico de East Ferry Avenue es un distrito residencial histórico en Midtown Detroit, Míchigan. Se extiende dos cuadras desde Woodward Avenue al este hasta Brush Street (el distrito histórico designado localmente incluye un tercer bloque entre Brush y Beaubien). Vomprende la Casa del coronel Frank J. Hecker, designada por separado, y la Casa Charles Lang Freer. Fue designado Sitio Histórico del Estado de Míchigan en 1976 y se incluyó en el Registro Nacional de Lugares Históricos en 1980.

## Historia
En 1856, se fundó Ferry Seed Company en Detroit; la compañía estableció una gran granja en la esquina de East Ferry y Woodward para cultivar las semillas que se vendían en todo el país. A mediados de la década de 1880, el entonces propietario DM Ferry dividió la granja en lotes residenciales a lo largo de East Ferry Avenida. En ese momento, Woodward era una calle residencial de lujo, por lo que los lotes que daban a Woodward eran bastante caros (como el de la Casa del coronel Frank J. Hecker, en Woodward y Ferry). Los lotes en las calles laterales eran menos costosos, y East Ferry fue rápidamente colonizado por personas de clase media y media alta.
Entre los primeros residentes se encuentran Frank J. Hecker, coronel del Union Army y fundador de la Peninsular Car Company; Charles Lang Freer, socio de Hecker y coleccionista de arte; William A. Pungs, fundador de Anderson Carriage Company; Herman Roehm, copropietario de la ferretería Roehm and Weston; John Scott, arquitecto; y Samuel A. Sloman, de M. Sloman & Co. peletero.
Desde entonces, Woodward Avenue se volvió a desarrollar como una propiedad principalmente comercial, pero sobrevive un grupo de mansiones y viviendas de lujo en East Ferry. Alrededor de la Primera Guerra Mundial, varios profesionales y empresarios descubrieron que podían comprar casas en East Ferry. La fraternidad Omega Psi Phi y el Lewis College of Business aún permanecen en East Ferry. Después de la Segunda Guerra Mundial, el Instituto Merrill Palmer (ubicado en Charles Lang Freer House) compró varias casas a lo largo de East Ferry, con la esperanza de expandir sus operaciones. Sin embargo, Merrill Palmer no pudo expandirse y, a fines de la década de 1960, vendió las casas al Instituto de Artes de Detroit para la expansión propuesta. Esta finalmente se dio cuenta de que la propiedad en East Ferry no les sería útil y los revendió a mediados de la década de 1990.
Cuatro de estas casas se convirtieron en The Inn on Ferry Street, un bed and breakfast, otras ahora son residenciales. Recientemente, se han construido casas nuevas en el vecindario, arquitectónicamente congruentes con los diseños de las casas del siglo XIX que ya estaban allí.

## Arquitectura
Las casas en East Ferry están construidas juntas en lotes pequeños, apartados de la calle. Todavía existen muchas de las cocheras correspondientes. En general, el vecindario consiste principalmente en casas Estilo Reina Ana, construidas con ladrillos y arenisca, con ventanales o torretas y amplios porches delanteros. Hay algunos diseños Neorrománico y Neocolonial británico. Las casas en East Ferry son algunos de los mejores ejemplos actuales de encargos residenciales de los principales arquitectos del siglo XIX de Detroit, incluidos John Scott, Louis Kamper, Malcomson y Higginbotham, Rogers y McFarlane, Mortimer Smith, Donaldson y Meier, Joseph E. Mills, AE Harley y Smith, Hinchman & Grylls.

## Galería

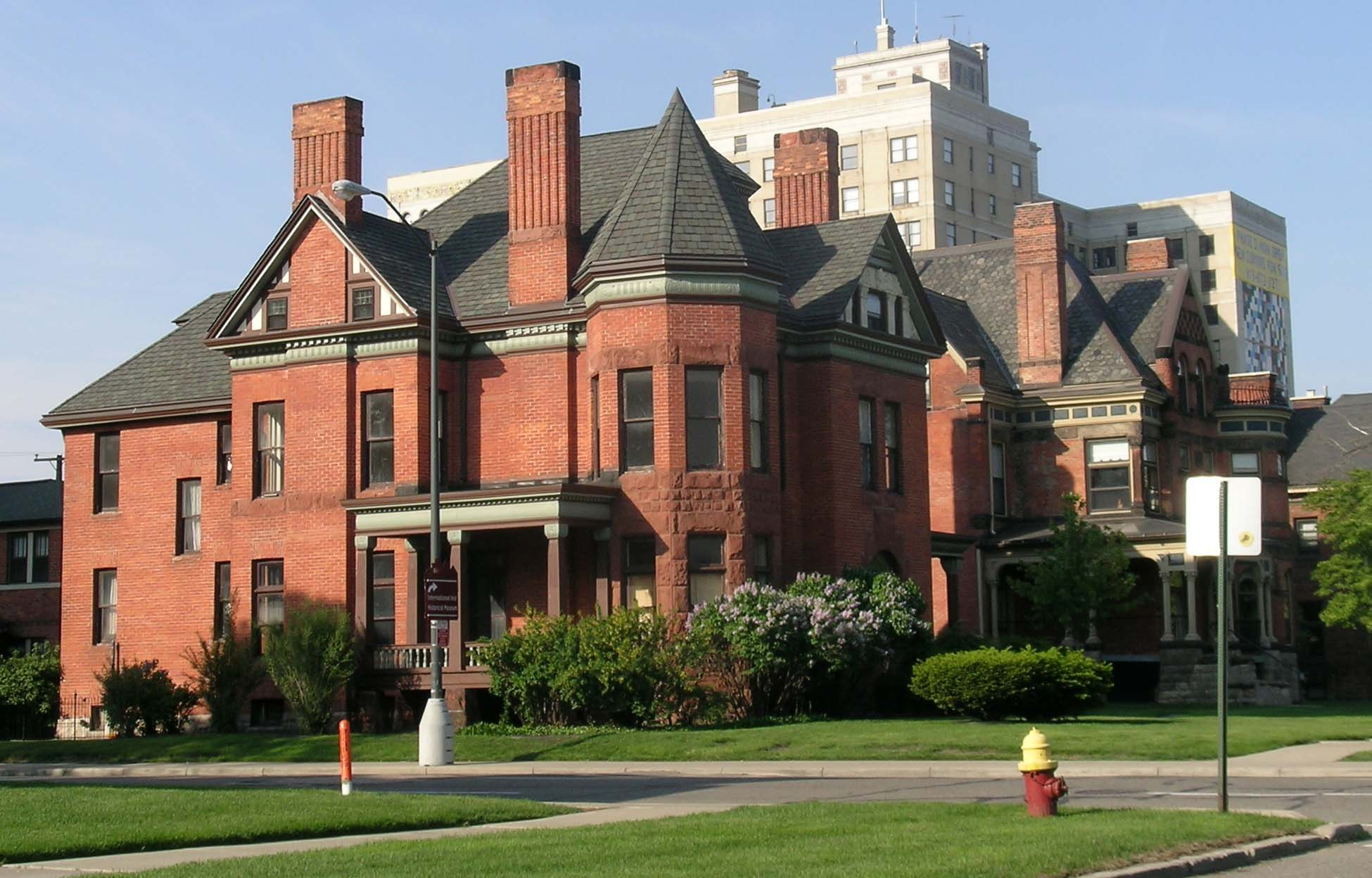
Casas victorianas restauradas en East Ferry
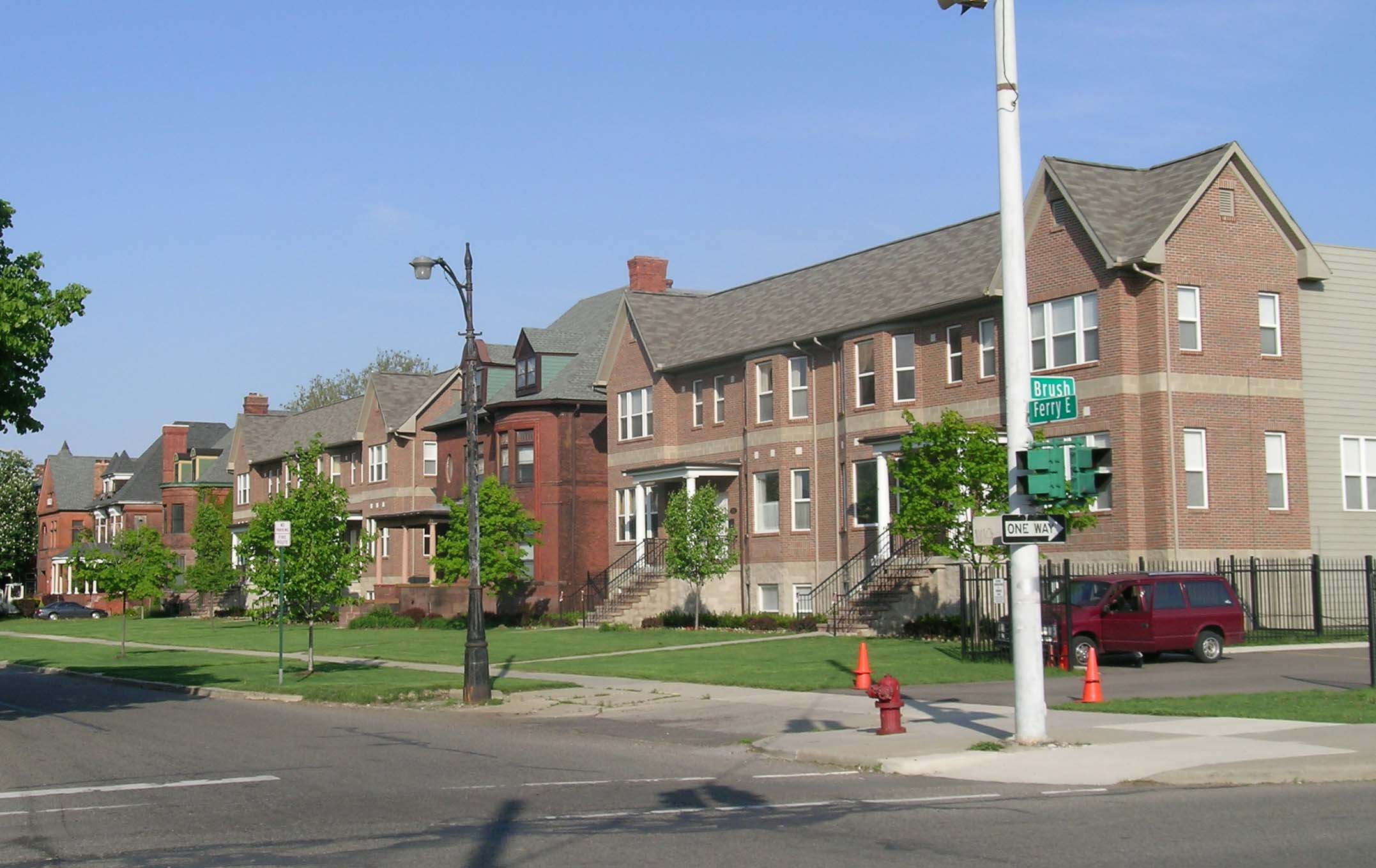
Casas restauradas en East Ferry
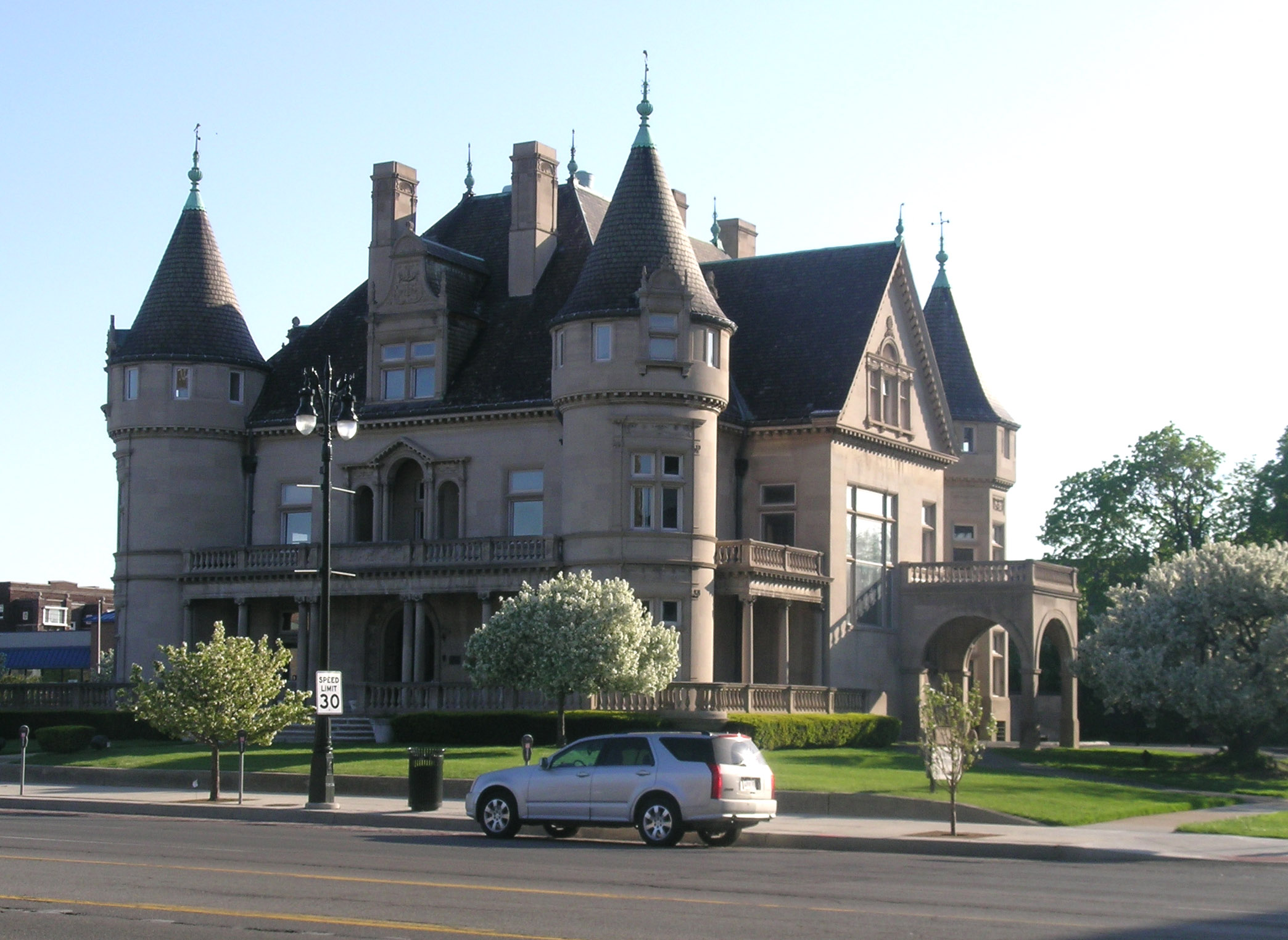
Casa del coronel Frank J. Hecker en Woodward
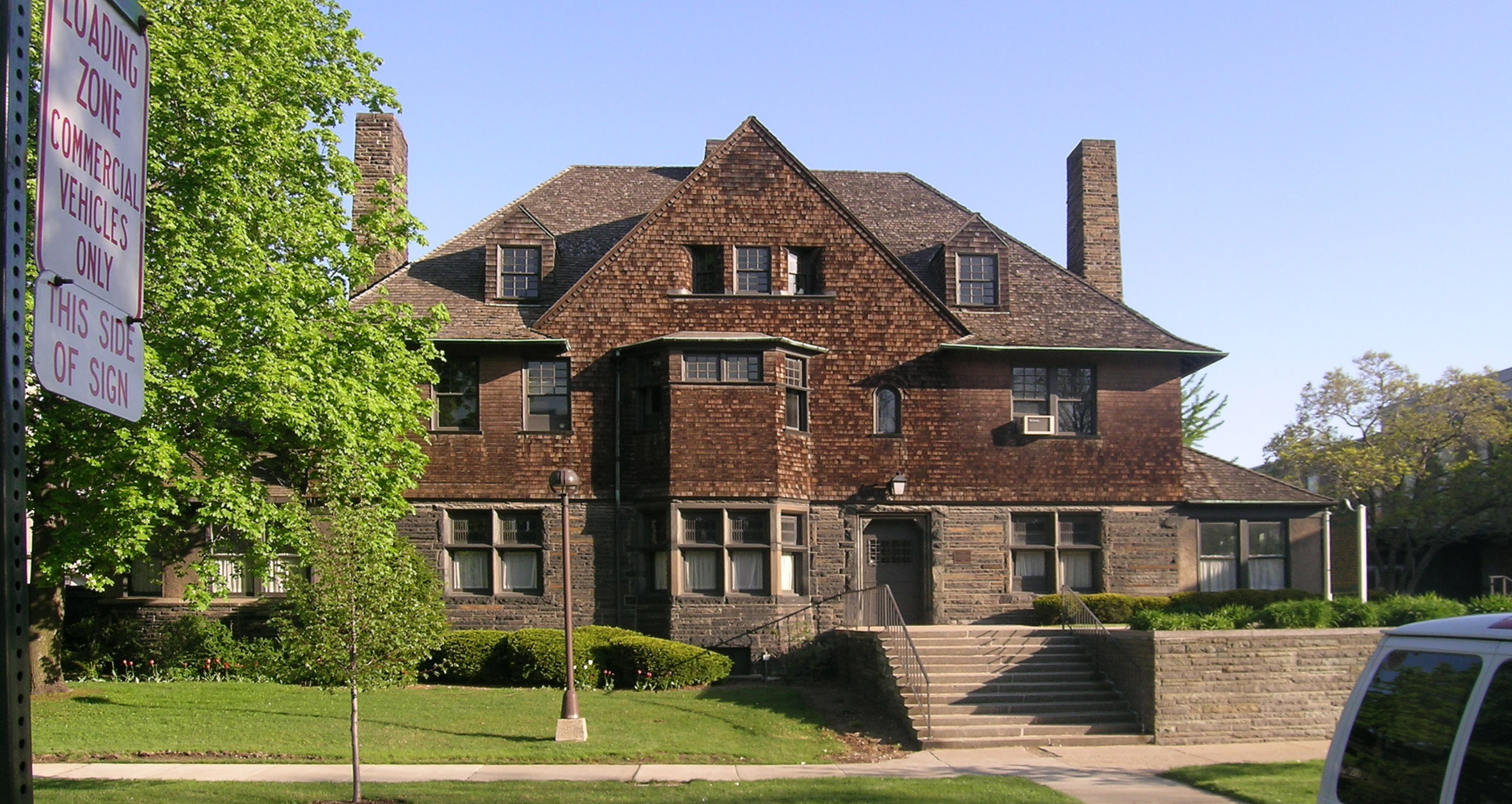
Casa Charles Lang Freer, donde está La Habitación del Pavo Real